# Michael Chance
Michael Chance CBE (Penn (Buckinghamshire), 7 maart 1955) is een Engelse contratenor.
Chance komt uit een muzikale familie. Al tijdens zijn jeugd zong hij in een koor. Chance studeerde aan Eton College en King's College, Cambridge. Zijn repertoire is zeer breed. Chances mogelijkheden inspireerden meerdere componisten (onder andere Tan Dun) tot het maken van stukken voor zijn uitzonderlijke stembereik.
Hij nam deel aan het project van Ton Koopman en het Amsterdam Baroque Orchestra dat de opname van alle cantates van Johann Sebastian Bach behelsde.
In 2009 werd hij geridderd tot Commandeur in de Orde van het Britse Rijk (CBE).